# Палотаи, Карой
Карой Палотаи (венг. Palotai Károly; 11 сентября 1935, Бекешчаба, Бекеш — 3 февраля 2018, Дьёр) — венгерский футболист и арбитр. Олимпийский чемпион 1964 года по футболу в составе сборной Венгрии.

## Карьера

### Клубная карьера
Карой Палотаи родился 11 сентября 1935 года в городе Бекешчаба на юго-востоке Венгрии в семье словацких иммигрантов. В тяжёлые военные годы одним из основных развлечений мальчишек во дворе являлся футбол. Отец Кароя по просьбе сына устроил его в местную футбольную школу «Бекешчаба Элёре». В этом же клубе Палотаи и начинал свою профессиональную карьеру, однако в 1955 году его переманил к себе «Дьёр», в котором к тому моменту на позиции вратаря уже играл его старший брат Янош.
В начале 50-х годов XX века в Венгрии начались массовые волнения, вылившиеся к осени 1956 года в восстание против просоветского режима. К тому времени братья Палотаи вместе с Анталом Палфи эмигрировали в ФРГ. В Германии игроки получили полугодовую дисквалификацию, поэтому они устроились на завод «Siemens», после чего некоторое время выступали за местный «Фрайбургер».
В 1958 году братья решили вернуться в Венгрию, и в 1959 Карой возобновил свою карьеру в «Дьёре», за который он в течение 8 лет сыграл 171 матчей, отличившись 45 раз. В финале Кубка Венгрии 1967 года Палотаи получил тяжёлую травму и в возрасте 32 лет был вынужден завершить свою карьеру игрока.

### Карьера в сборной
На Олимпийских играх 1964 года в Токио Палотаи был выбран капитаном сборной Венгрии. Он провёл все матчи Олимпиады вплоть до финала, однако получил повреждение на тренировке перед решающим поединком и участие в нём не принял. Венгры получили «золото», но по правилам тех лет золотые медали вручались лишь игрокам, участвовавшим в финальной встрече турнира. Болельщики «Дьёра», восхищённые игрой Палотаи, запросили специальное разрешение МОК, и получив его, на свои собственные деньги изготовили точную копию олимпийской награды. Торжественное вручение медали состоялось спустя два года после Олимпиады.

## Достижения
В качестве игрока
 Дьёр:
- Чемпион Венгрии: (1) 1963 (осень)
- Обладатель Кубка Венгрии: (3) 1965, 1966, 1967

 Сборная Венгрии:
- Олимпийский чемпион: (1) 1964

Индивидуальные
- Футболист года в Венгрии: (1) 1963 (вместе с Мате Феньвеши)